# Mount Edziza
Mount Edziza är ett berg i Kanada.   Det ligger i provinsen British Columbia, i den centrala delen av landet, 3 900 km väster om huvudstaden Ottawa. Toppen på Mount Edziza är 2 787 meter över havet. Mount Edziza ingår i Spectrum Range.
Terrängen runt Mount Edziza är kuperad åt sydväst, men åt nordost är den bergig. Mount Edziza är den högsta punkten i trakten. Trakten runt Mount Edziza är nära nog obefolkad, med mindre än två invånare per kvadratkilometer.. Det finns inga samhällen i närheten.
Trakten runt Mount Edziza består i huvudsak av gräsmarker.